# Hoornwerk aan de Grebbe
Het Hoornwerk aan de Grebbe maakte deel uit van de Grebbelinie en had tot taak de afsluiting en verdediging van de weg tussen Wageningen en Rhenen. Het verdedigingswerk ligt aan de voet van de Heimenberg en op de noordoever van de Nederrijn.

## Aanleg
De Grebbedijk had in die tijd een dubbele functie. Het was een waterkering, maar ook een belangrijke verkeersroute naar het westen. De straatweg naar Rhenen, de huidige Provinciale weg 225, werd pas in 1820 aangelegd.
Tussen 1743 en 1745 werden ten oosten van Rhenen aarden verdedigingswerken aangelegd, genaamd Hoornwerk aan de Grebbe. Er waren vier, initieel vijf, kleine bastions omgeven door een dubbele natte gracht. Het geheel is zo'n 520 meter lang en 470 meter diep.
Om de weg af te sluiten werden twee halve bastions aan beide kanten van de Grebbedijk aangelegd. De linkervleugel was afgesloten met een lunet. De oorspronkelijke borstwering was bijna twee meter hoog en er lag een banket achter de aarden wal. De dikte van de wal was bijna anderhalve meter. Ook lagen er aan weerszijden van de Grebbedijk natte grachten. De twee bastions waren verbonden door een courtine, waarop als extra hindernis doornhagen waren geplant. Verder lag voor de courtine nog een tenaille die lager was dan de achterliggende wallen. Rond deze werken was nog een derde beschermingswal aangelegd. In de hoeken daarvan kon geschut worden geplaatst. Drie bastions kwamen op de uiterwaarden, dit om te voorkomen dat de vijand bij een lage waterstand hier zou aanvallen.
In 1785 werd dit alles nog aangevuld met posities voor het geschut en de borstwering werd plaatselijk verhoogd.
De verdedigingswerken boden in de 18e eeuw ruimte aan meer dan 1200 soldaten.  Zij werden deels ondergebracht bij de bewoners in de buurtschap De Grebbe. Naast 1000 infanteristen waren en zo'n 40 kanonnen die de Grebbedijk moesten beschermen in tijd van oorlog. Hier lag ook de inundatiesluis waarmee water uit de Nederrijn kon worden ingelaten om zo het terrein ten oosten van de Grebbelinie onder water te zetten.
In de 19e eeuw was de interesse voor het hoornwerk minimaal, er was sprake van verwaarlozing en verwildering. Pas medio 19e eeuw nam de belangstelling weer toe mede door de aanleg van de straatweg tussen Wageningen en Rhenen in 1820 die het hoornwerk doorsneed. Met dit nieuwe acces werd het belang van het hoornwerk in de landsverdediging groter. De weg ging ten koste van de opstelplaatsen van kanonnen en ter compensatie werden de geschutsemplacementen van de tenaille groter gemaakt.

## Tweede Wereldoorlog
Met het naderen van de Tweede Wereldoorlog kreeg de Grebbelinie een prominente rol in de verdediging van Nederland. In maart 1940 verhuisde de hoofdverdediging van het oostfront van de Vesting Holland van de Nieuwe Hollandse Waterlinie naar de Grebbelinie. Diverse versterkingen werden aangebracht.
Op het hoornwerk resteren nog drie mitrailleurkazematten uit 1939-1940 in het kader van de versterking van de Grebbelinie. Op het hoornwerk zelf bevinden zich twee mitrailleurkazematten, gebouwd in 1939-1940, van het type S3. Een derde mitrailleurkazemat van dit type ligt achter het hoornwerk ten westen van de Cuneraweg. De S3, ook wel Stekelvarken 3 genoemd, telt drie schietgaten en was bewapend met één lichte mitrailleur. Deze kon naar voren of schuin naar links of rechts vuren. De ongebruikte schietgaten waren afsluitbaar met een stalen luik. Er is slechts een gevechtsruimte met een uitgang.
Ten noorden van de weg Rhenen-Wageningen staat ook nog een kanonkazemat die eveneens is gebouwd in 1939-1940. De kazemat van gewapend beton is rechthoekig en is 6 meter lang en 3,4 meter breed. In de kazemat stond een pantserafweerkanon.
Er kwam op het fortterrein ook een motorgemaal. Bij een lage waterstand in de Nederrijn kon men het water oppompen om zo het gebied ten oosten van de linie te inunderen. In de zomer van 1939 was het ontwerp gereed, maar dit werd afgekeurd. Zes maanden later kwam er een nieuw ontwerp, er waren nog twee ongebruikte pompen bij het Julianakanaal die zouden verhuizen naar de Grebbelinie. Met de bouw werd in december 1939 begonnen, maar toen de oorlog uitbrak was het gemaal niet gereed. Na de capitulatie zijn de werkzaamheden gestaakt. Er zijn geen restanten van het gemaal behouden. Door de droogte in het voorjaar van 1940 was de waterafvoer van de Nederrijn laag en natuurlijke inundatie was niet mogelijk. Door het ontbreken van de pompen was de strook voor de Grebbeberg droog.
De Duitse inval begon op 10 mei 1940 en op 11 mei waren de voorposten van de Grebbelinie reeds gevallen. Het hoornwerk werd de belangrijkste verdedigingslijn en Duitse patrouilles werden beschoten. Op 12 mei werd het hoornwerk met artillerie geschoten, in de middag staakten de kanonnen het vuur en opende de SS Standarte Der Führer de aanval langs de verkeersweg richting de inundatiesluis. Anderhalf uur later moesten de laatste verdedigers zich overgeven. Onder de Nederlandse soldaten waren er 16 gesneuveld.
In 1951 verviel de militaire functie van het hoornwerk.

## Huidige situatie
In 2018 heeft Het Utrechts Landschap het oude verdedigingswerk gerestaureerd. Het herstel begon 2014 en is in fases uitgevoerd. De wallen zijn hersteld waardoor de structuur van het verdedigingswerk weer zichtbaar is geworden. Langs de provinciale weg is een coupure aangelegd, opgebouwd uit juten zakken gevuld met beton. Over het terrein loopt een wandelpad.
Tegenover het hoornwerk, op de zuidoever van de Nederrijn, ligt op anderhalve kilometer afstand het Hoornwerk aan de Spees.

## Fotogalerij

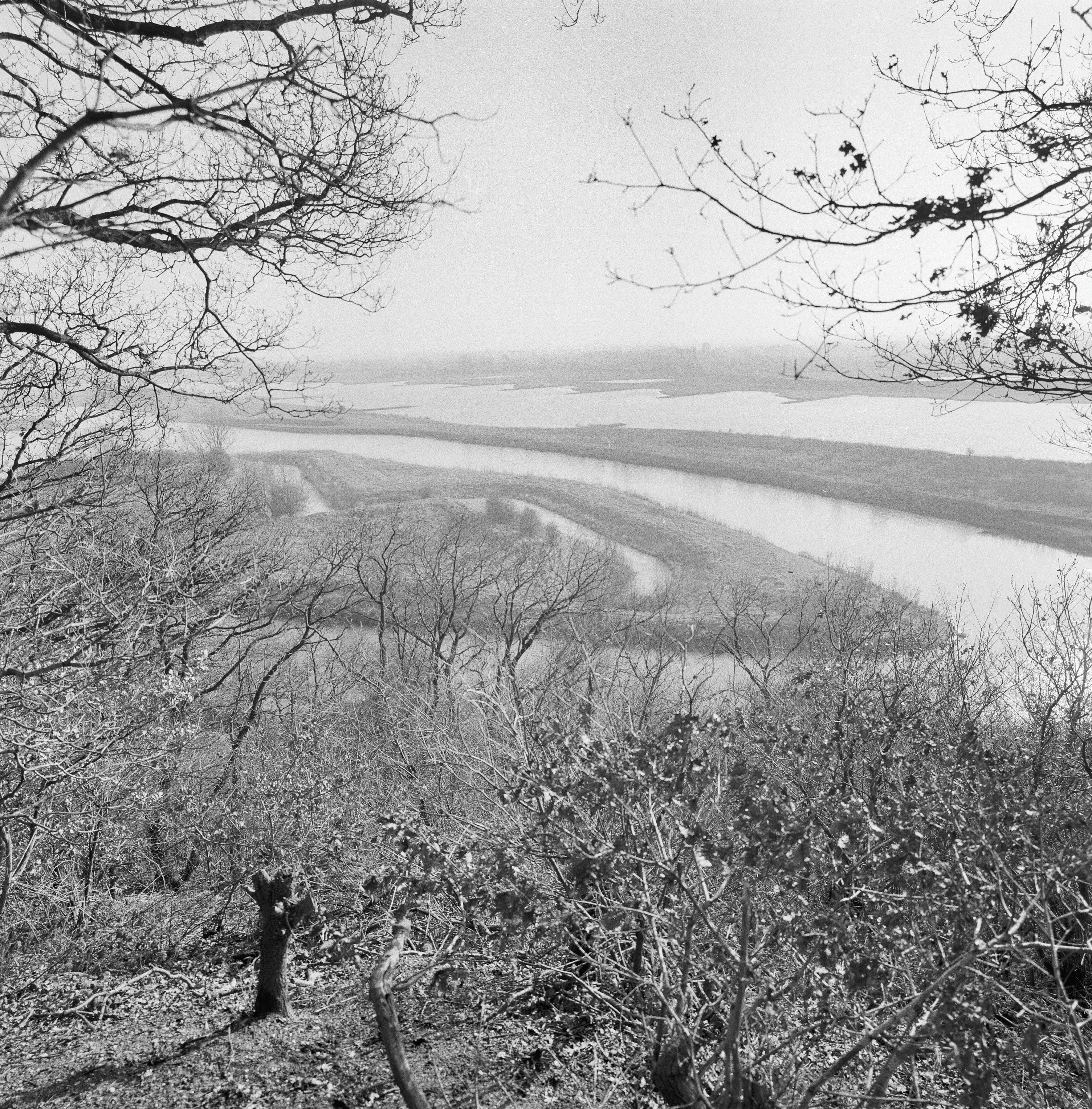
Zicht vanaf de Grebbeberg op een deel van de bastions in de uiterwaard
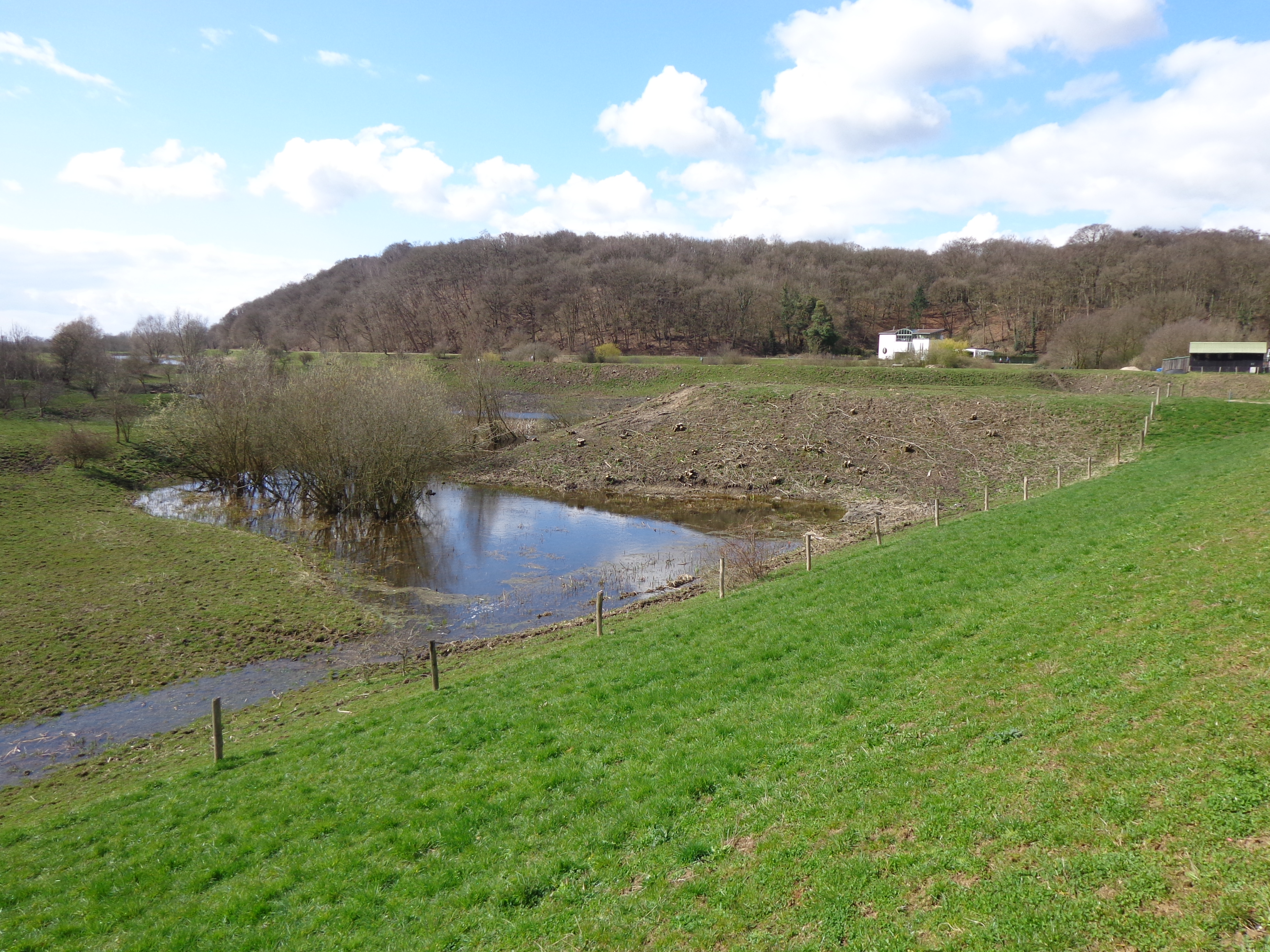
Hoornwerk bij de Grebbesluis, met de Grebbeberg in de achtergrond
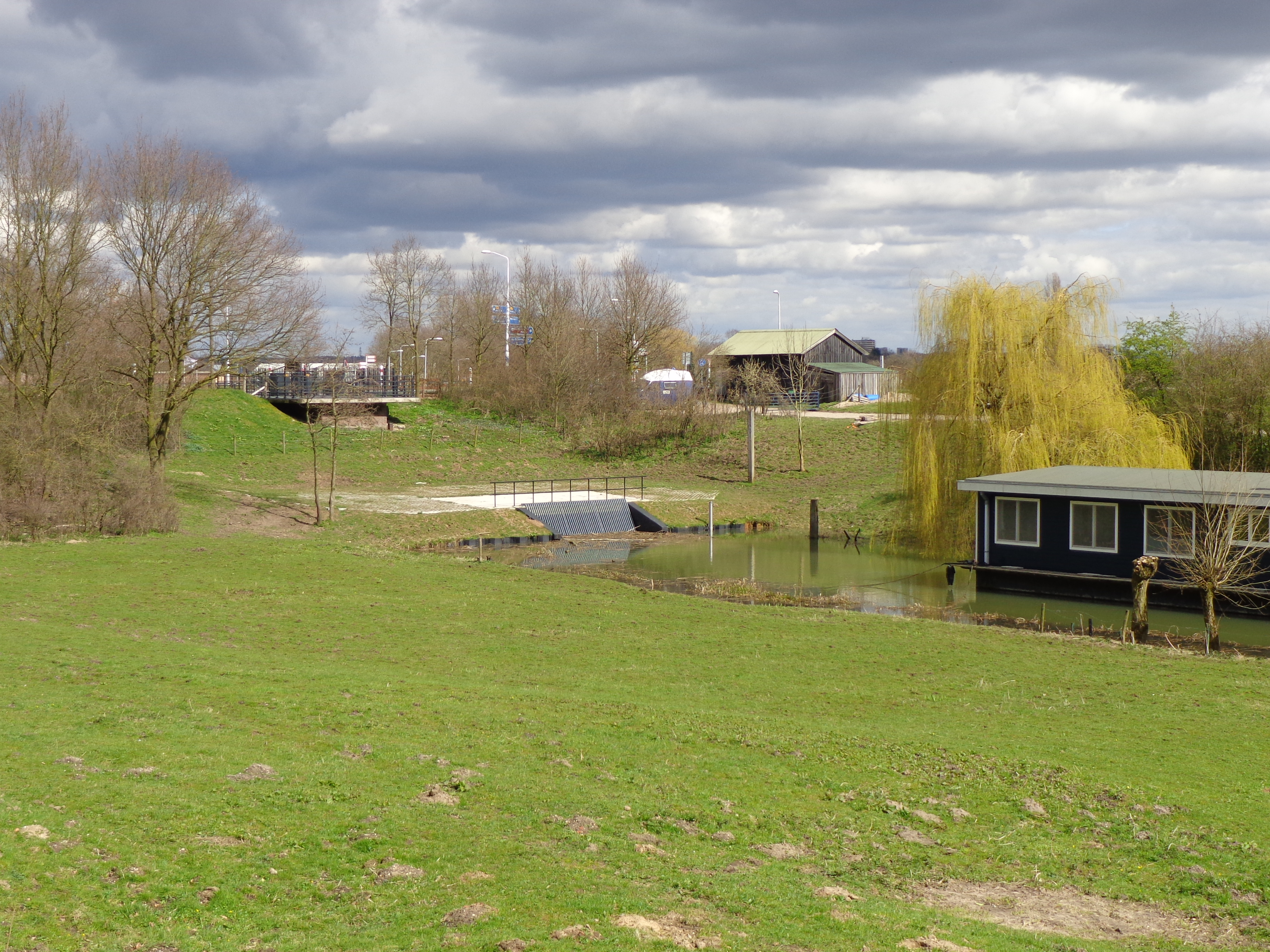
Grebbesluis en schotbalkloods
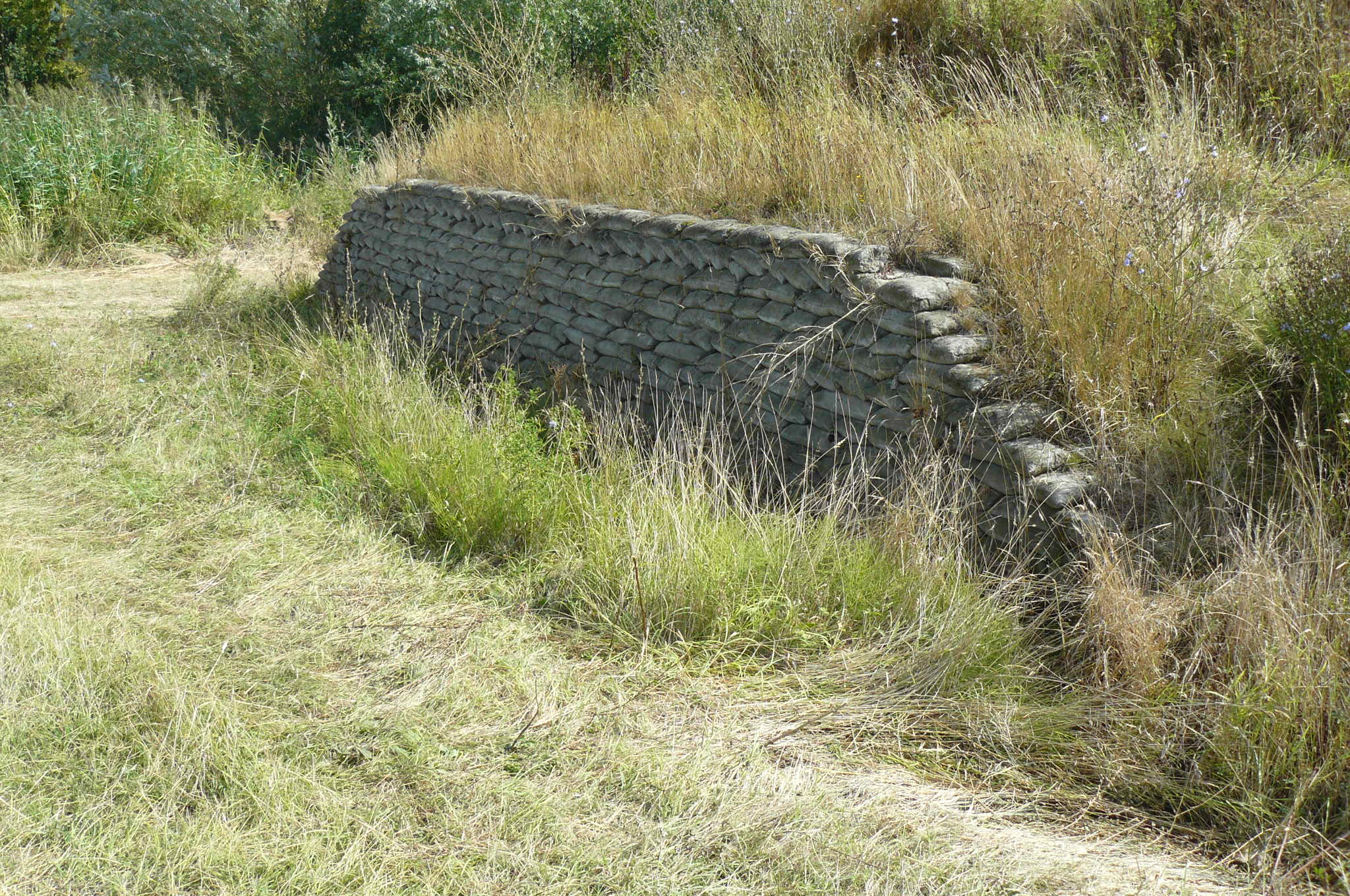
De zandzakken langs de N225
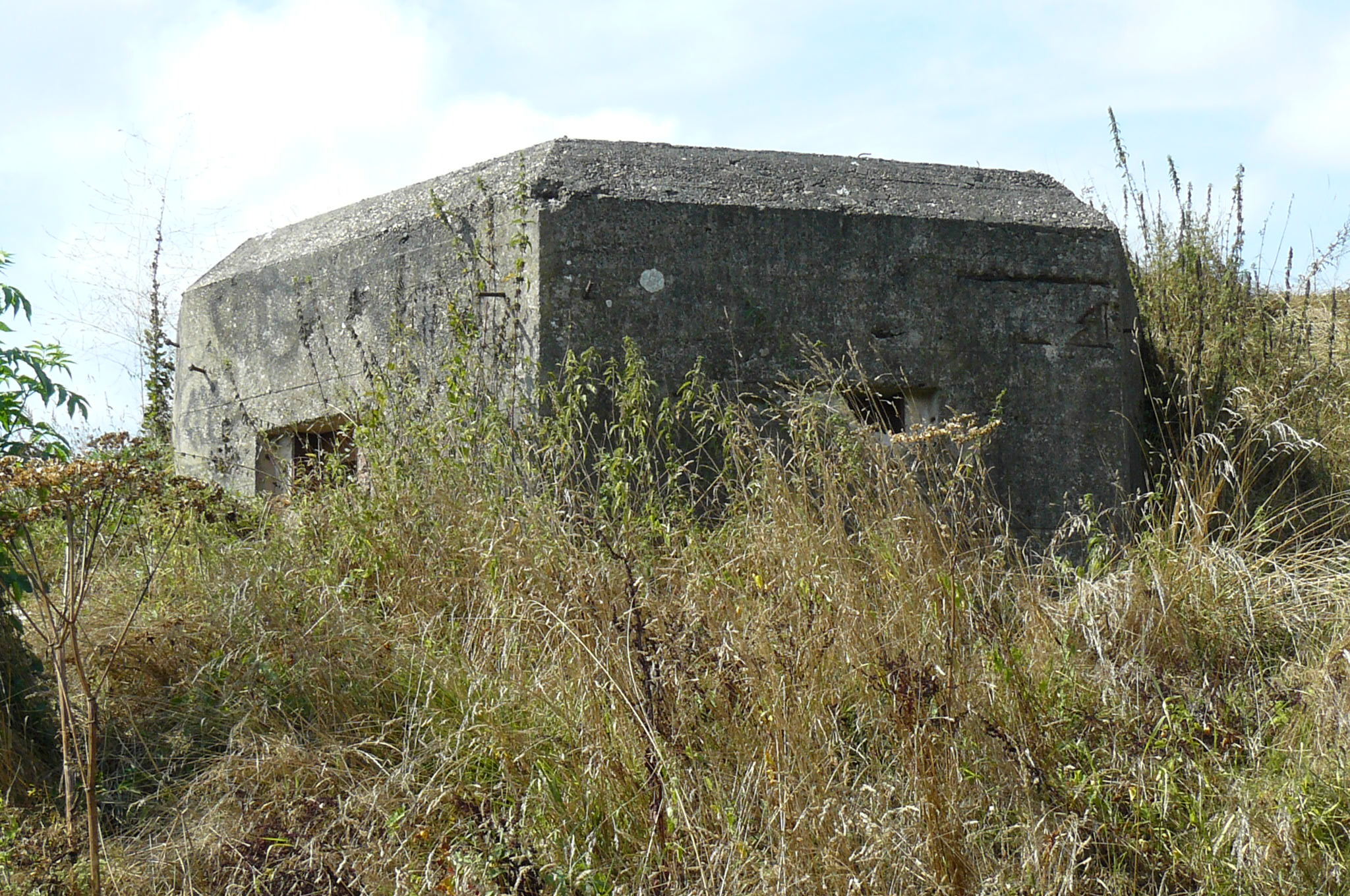
Een S3 kazemat in het front van een geschutsopstelling